# Śmierć kapitana Jamesa Cooka, 14 lutego 1779
Śmierć kapitana Jamesa Cooka, 14 lutego 1779 (ang. The Death of Captain James Cook, 14 February 1779) – nieukończony obraz olejny namalowany przez niemieckiego malarza Johanna Zoffany’ego około 1798 roku, znajdujący się w zbiorach National Maritime Museum w Londynie.

## Opis
Obraz przedstawia śmierć angielskiego żeglarza, odkrywcy, kartografa i astronoma kapitana Jamesa Cooka w zatoce Kealakekua na Hawajach 14 lutego 1779 roku, z rąk rozwścieczonych Hawajczyków podczas jego trzeciej podróży po Pacyfiku.
Kapitan Cook leży na ziemi na pierwszym planie obrazu, ubrany w niebieski płaszcz mundurowy i białe bryczesy. Spoczywa na prawym boku na skraju wody, wciąż trzymając w dłoniach muszkiet (który w rzeczywistości był dwulufowy). Hawajczycy są głównie nago, a niektórzy noszą nakrycia głowy. Większość figur (włącznie z Cookiem) jest bardzo szkicowa, a tylko cztery są w stanie ukończonym. Żeglarz po lewej wpada do wody, nagi tubylec dźga nożem leżącego Cooka, po prawej widoczny jest wódz w czerwonym płaszczu i czapce mahiole oraz martwy Hawajczyk. Ukształtowanie terenu i linia brzegowa zostały naszkicowane z widoczną w oddali zatoką i walką trwającą na wzgórzu po lewej i wzniesieniem terenu po prawej.
Johann Zoffany był miłośnikiem teatru, czego odzwierciedleniem są teatralne pozy bohaterów obrazu. Dzieło Zoffany’ego nie jest relacją naocznego świadka, ale odpowiedzią na obraz artysty Johna Webbera, który wybrał się z Cookiem w trzecią podróż, ale nie był obecny przy jego śmierci. Umiejscowienie Cooka na obrazie przez Zoffany’ego jest sprzeczne z relacjami naocznych świadków jego śmierci; artysta za punkt odniesienia wybrał śmierć generała Jamesa Wolfe’a na obrazie Benjamina Westa. Bohaterski, ale cierpiący Cook i wyidealizowany „dzikus”, który go morduje, konfrontują się ze sobą. Oboje ujawniają się jako szlachetni w momencie tragedii, zatem śmierć Cooka można przypisać zdradzie poszczególnych Hawajczyków, a nie całej tubylczej ludności.
Dodatkowo Zoffany wprowadził do obrazu elementy naturalistyczne, starając się stworzyć monumentalną kompozycję historyczną i przedstawiając Cooka jako idealnego, tragicznego bohatera, ale w realistycznej scenerii i we współczesnym stroju. To połączenie ideału z rzeczywistością opiera się w dużej mierze na klasycznych rzeźbiarskich precedensach. Cook ukazany jest w manierze Umierającego Gala z kolekcji kardynała Ludovisiego, a jego morderca przyjmuje pozę Discobolusa (rzucającego dyskiem) z kolekcji Charlesa Townleya. Podkreśleniem klasyki dzieła jest nakrycie głowy wodza, podobne do hełmu noszonego przez starożytnych Greków.     